# Museum der deutschen Versicherungswirtschaft

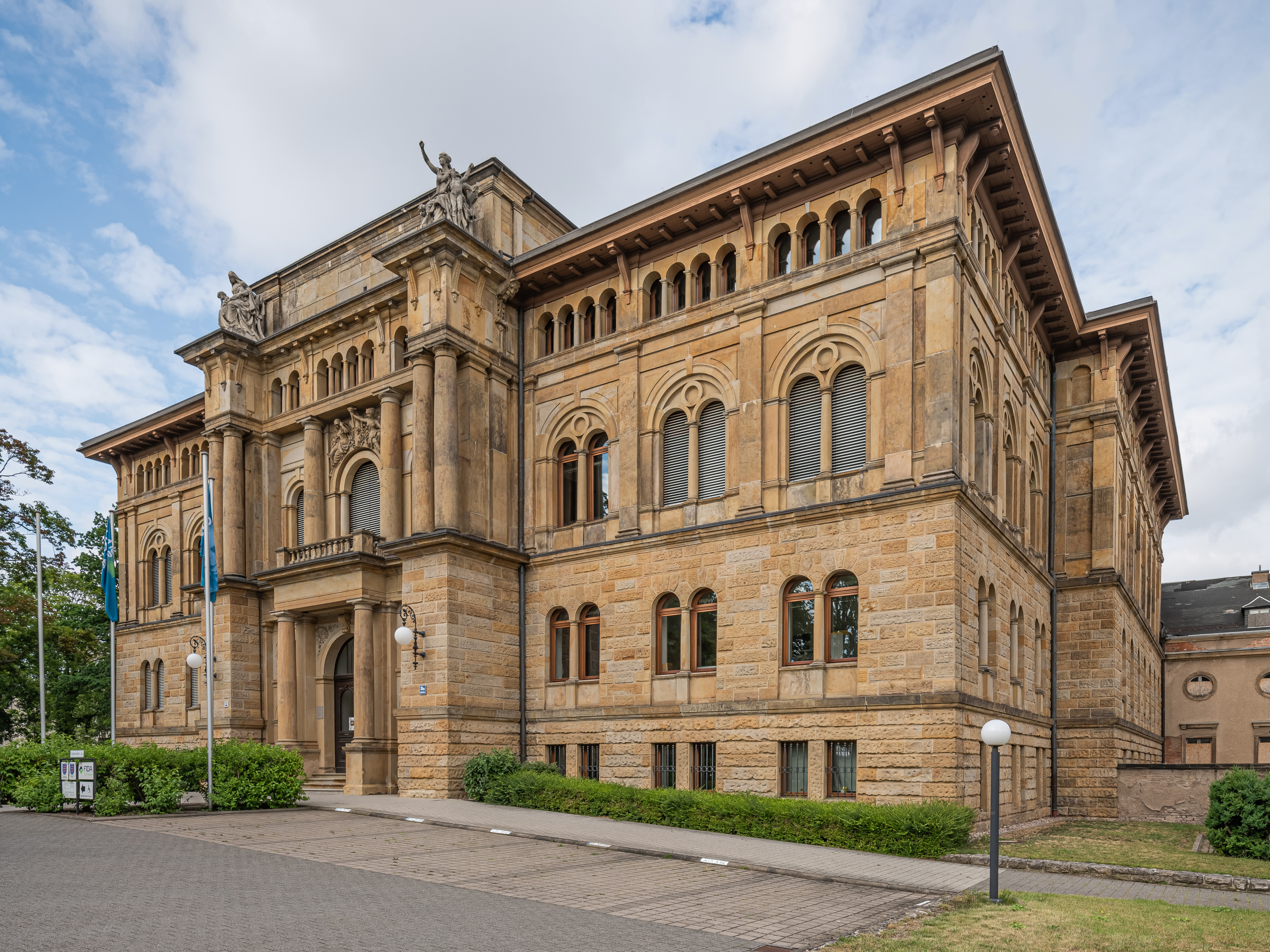
Haus der Versicherungsgeschichte (2020)

Das Gothaer Museum der deutschen Versicherungswirtschaft war ein versicherungsgeschichtliches Museum in Deutschland. Es befand sich in Gotha, Bahnhofstraße 3a und war das Direktionsgebäude der Gothaer Lebensversicherungsbank. In Gotha wurden 1820 die Gothaer Feuerversicherungsbank und 1827 die Gothaer Lebensversicherungsbank gegründet.

## Gebäude
Das Gebäude wurde nach Plänen des Leipziger Architekten Bruno Eelbo 1893/1894 in der Bahnhofstraße im Stil des Historismus erbaut. Es spiegelt die Stilelemente von Renaissance und Romantik wider. Das dreiteilige Relief, das im markanten Treppenhaus als besonderer Blickfang angebracht ist, wurde vom Leipziger Bildhauer Adolf Lehnert erschaffen.
Das architektonische Gesamtbild des Gebäudes wirkt monumental, es entsprach damit dem Wunsch nach Repräsentation des damaligen Bürgertums. Die solide Architektur im historischen Stilkleid verkörperte Standfestigkeit und Sicherheit, was im Sinne der Gothaer Lebensversicherungsbank war.
Das Haus ist öffentlich zugänglich; da sich im Hause Diensträume des  Sozialgerichts Gotha und des Thüringer Finanzgericht befinden, ist das Fotografieren jedoch nicht bzw. nur eingeschränkt erlaubt.
Das Museum der deutschen Versicherungswirtschaft verfügte über mehrere Räume für Sitzungen, Tagungen und Veranstaltungen:
- historischer Sitzungsraum „Arnoldisaal“ (max. 22 Personen)
- Bibliothek (max. 8 Personen)
- Tresorraum
- Seminar- und Vorführraum (max. 40 Personen)
- Videoraum mit Online-Konferenzmöglichkeit (max. 20 Personen)
- Pyramidensaal (max. 150 Personen)

Diese Räume werden heutzutage anderweitig genutzt.

## Sammlung

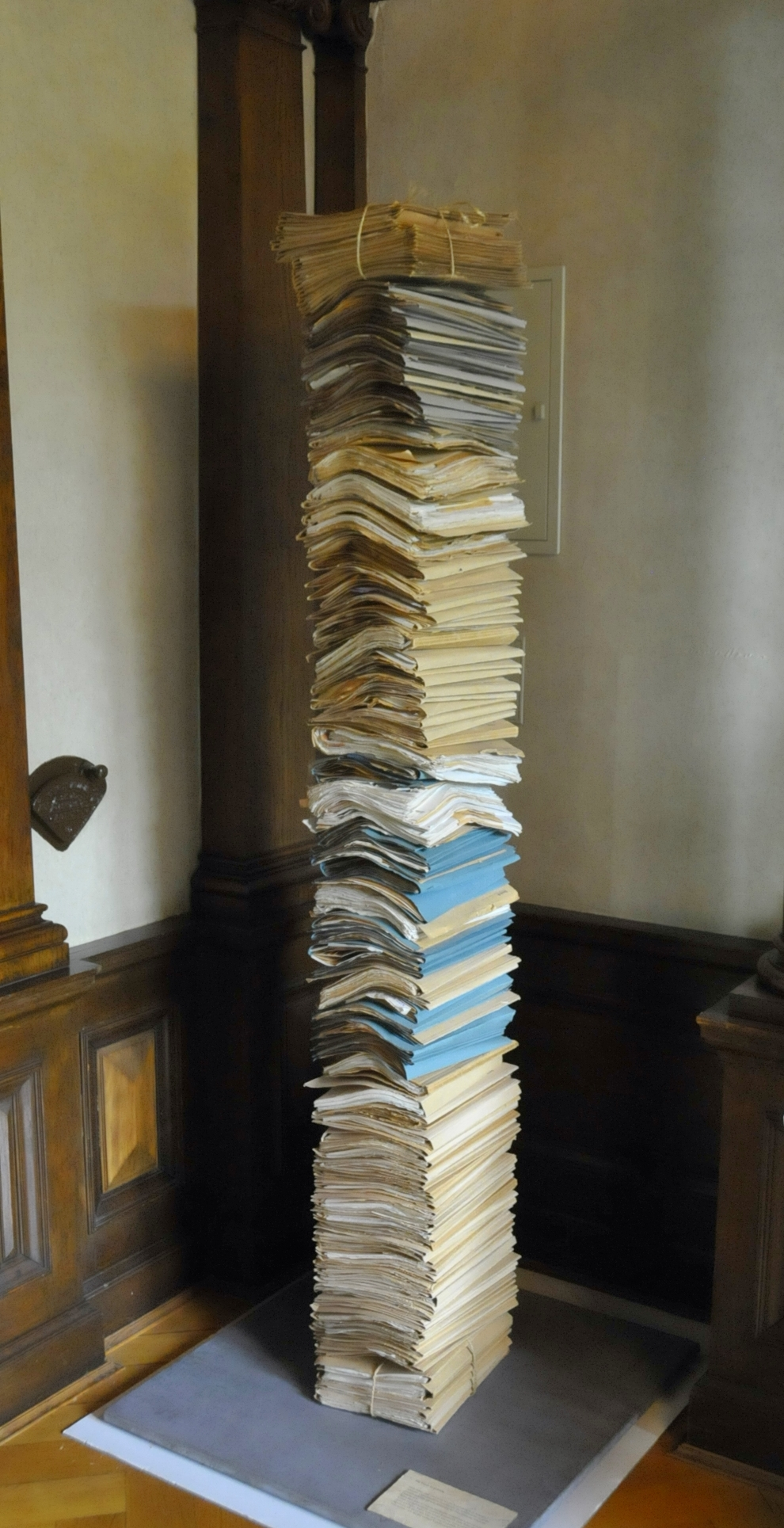
Aktenstapel, als Beispiel für den möglichen Umfang eines einzigen Versicherungsfalls

Das Museum der deutschen Versicherungswirtschaft wurde im September 1998 eröffnet und existierte bis zum Jahr 2006. Als Grundlage diente eine material- und traditionsreiche versicherungsgeschichtliche Sammlung der Gothaer Versicherungen. Bis Anfang 2009 wurden die Bestände weitgehend zur Direktion der Gothaer Versicherungen nach Köln verlagert.
Der Besucher erhielt im früheren Versicherungsmuseum einen Überblick darüber, wie Versicherungen geworben haben, und konnte sich über die Vielfalt der Versicherungen einen Eindruck verschaffen. Einen Schwerpunkt bildete der Hamburger Brand von 1842, der für die Gothaer Feuerversicherungsbank eine finanzielle Herausforderung war, sowie eine ausführliche Biographie von Ernst Wilhelm Arnoldi (1778–1841), der als „Vater des modernen deutschen Versicherungswesens“ gilt.
Im Arnoldi-Archiv befanden sich unter anderem persönliche Dokumente des Gründers, Akten der beiden Versicherungsunternehmen und Pressemitteilungen. Es gab zudem einen umfangreichen Bestand an juristischen und versicherungsrelevanten Fachzeitschriften, vorwiegend aus dem 20. Jahrhundert.
In der Bibliothek befanden sich ungefähr 5500 Bände. Der größte Teil der Sammlung stammte ebenfalls aus dem 20. Jahrhundert. Im Bestand waren 160 Bände zur Geschichte, einschließlich Biographien, darunter die Standardwerke Deutsche Geschichte im 19. Jahrhundert von Heinrich von Treitschke und die Geschichte des Gothaischen Landes von August Beck.
Das heutige, seit 2009 im selben Gebäude bestehende „Deutsche Versicherungsmuseum Ernst Wilhelm Arnoldi“ wird im Auftrag der Stadt Gotha von dem gleichnamigen Förderverein des Versicherungsmuseums betrieben. Der Förderverein kümmert sich um die regelmäßigen Öffnungszeiten und beschafft neue Exponate zur Weiterentwicklung der Ausstellung, wie z. B. 2013 eine Sammlung von 20 verschiedenen Sparuhren. Es gibt Sonderausstellungen sowie Konzerte im Foyer (Treppenhaus) des Gebäudes. Außerdem befinden sich eine Bibliothek und ein Archiv in der Aufbauphase.
Der Gothaer Ehrenbürger Edgar Jannott sprach im November 2017 im „Deutschen Versicherungsmuseum Ernst Wilhelm Arnoldi“ zur Eröffnung einer neuen Ausstellungsvitrine, die seinem Vater Kurt Jannott, der Mitbegründer und Vorstandsvorsitzender der Gothaer Allgemeinen Versicherungs AG war, gewidmet ist.